# Melrose Place (seriál, 1992)
Melrose Place je americký televizní seriál, mýdlová opera, kterou vysílala televizní stanice Fox v letech 1992–1999. Na její tvorbě se podílel producent Aaron Spelling. Jedná se o spin-off seriálu Beverly Hills 90210. Odehrává se v malém bytovém komplexu ve West Hollywoodu v Los Angeles, kde bydlí mnoho mladých lidí, každý z nich má své sny a své cesty životem.
Stejně jako Beverly Hills 90210, i první díly Melrose Place měly malou sledovanost, ale když do seriálu přišly zajímavější postavy[zdroj⁠?!] a scenáristé vytvořili lepší zápletky,[zdroj⁠?!] sledovanost stoupla. Po své sedmé sérii byl seriál zrušen. V Česku byl Melrose Place vysílán od 25. listopadu 1995 do 25. června 2000 na TV Nova.
V roce 2009 televizní stanice The CW uvedla stejnojmenný sequel seriálu.

## Postavy
| Postava              | Herec                 | České znění               | V letech  |
| -------------------- | --------------------- | ------------------------- | --------- |
| Michael Mancini      | Thomas Calabro        | Jan Šťastný               | 1992–1999 |
| Amanda Woodward      | Heather Locklear      | Ilona Svobodová           | 1993–1999 |
| Billy Campbell       | Andrew Shue           | Pavel Chalupa             | 1992–1998 |
| Jane Andrews Mancini | Jossie Bissett        | Kamila Špráchalová        | 1992–1999 |
| Matt Fielding        | Doug Savant           | Martin Zahálka            | 1992–1997 |
| Allison Parker       | Courtney Thorne-Smith | Dagmar Čárová             | 1992–1997 |
| Jake Hanson          | Grant Show            | Jakub Saic                | 1992–1997 |
| Peter Burns          | Jack Wagner           | Tomáš Juřička             | 1994–1999 |
| Sydney Andrews       | Laura Leighton        | Miriam Chytilová          | 1993–1997 |
| Kimberly Shaw        | Marcia Cross          | Jitka Sedláčková          | 1992–1997 |
| Jo Reynolds          | Daphne Zuniga         | Dana Černá                | 1992–1996 |
| Kyle McBride         | Rob Estes             | Jiří Ptáčník              | 1996–1999 |
| Megan Lewis          | Kelly Rutherford      | Monika Žáková             | 1996–1999 |
| Samantha Reilly      | Brooke Langton        | Zuzana Petráňová-Hykyšová | 1996–1998 |
| Taylor McBride       | Lisa Rinna            | Daniela Bartáková         | 1996–1998 |
| Lexi Sterling        | Jamie Luner           | Ivana Andrlová            | 1997–1999 |
| Craig Field          | David Charvet         | Ivan Trojan               | 1996–1998 |
| Jennifer Mancini     | Alyssa Milano         | Tereza Chudobová          | 1997–1998 |
| Brett Cooper         | Linden Ashby          | Michal Dlouhý             | 1997–1998 |
| Richard Hart         | Patrick Muldoon       | Filip Švarc               | 1995–1996 |
| Rhonda Blair         | Vanessa Williams      | Lucie Trmíková            | 1992–1993 |
| Brooke Armstrong     | Kristin Davis         | Sabina Laurinová          | 1995–1996 |
| Ryan McBride         | John Haymes Newton    | Lumír Olšovský            | 1998–1999 |
| Eve Cleary           | Rena Sofer            | Ivana Milbachová          | 1998–1999 |
| Louis Visconti       | Mark L. Taylor        | Petr Svoboda              | 1997–1999 |
| Bobby Parezi         | John Enos III         | Lukáš Hlavica             | 1992–1993 |
| Sandy Louise Harling | Amy Locane            | Zuzana Skalická           | 1992      |